# Convent del Roser (Lleida)
El convent del Roser és un edifici històric del nucli antic de Lleida. Antigament se l'anomenava convent de Sant Domènec i fou la seu del Convent de Predicadors de l'orde dels Dominics expulsats del turó, a causa de la construcció de la nova fortificació.
La construcció va començar el 1669. És una obra protegida com a bé cultural d'interès local (BCIL).

## Història

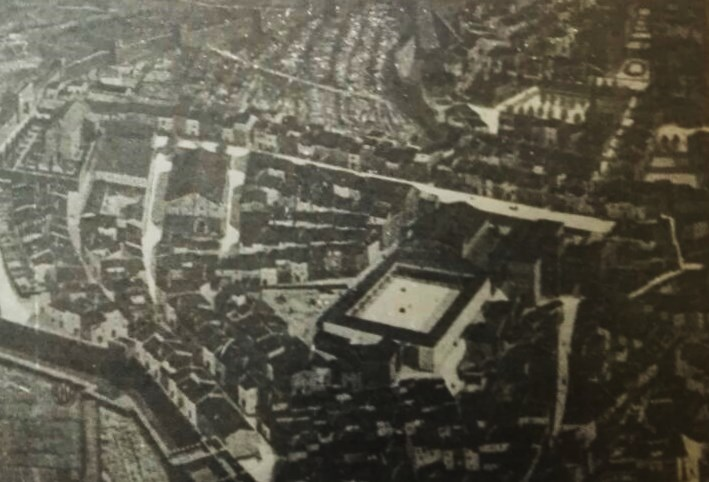
Vista aèria de l'antic Convent

En la Guerra dels Segadors, quan Lleida estava sota la sobirania francesa el 1642, com a mesura defensiva contra els exèrcits que assetjaven la ciutat, el Roser s'ubicava sota el turó de la Seu Vella (a la cara nord, en l'actual Parc de Santa Cecília). La seu de l'ordre dels Predicadors era, llavors i allí un important conjunt religiós. No obstant això, l'estratègia bèl·lica obligà a esborrar, entre molts altres, aquest important fragment de la ciutat. Després, el 1685, s'inicien les obres del nou Roser on es troba ara, al carrer Cavallers, i s'aprofita gran part de les restes constructives de la fàbrica antiga. Aquest ha sofert els efectes de les diferents guerres que han afectat la ciutat.

L'any 1669 es va reedificar al centre de la ciutat, al carrer Cavallers, però el 12 d'octubre de 1707, durant el Setge de Lleida de la Guerra de Successió Espanyola, el Convent fou incendiat per les tropes borbòniques dirigides per Felip V i lleidatans refugiats al Roser són assassinats, del conjunt només queden les parets. Una placa recorda el fet a l'entrada de l'edifici. En commemoració cada 11 de setembre, polítics i representants de tota classe d'entitats pugen el carrer Cavallers fins al Roser, per dipositar-hi diverses ofrenes florals als caiguts durant la guerra. 

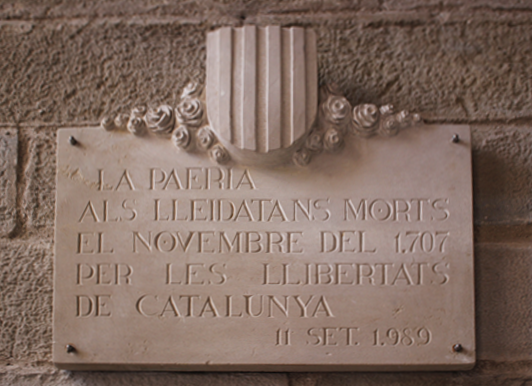
Placa en record dels morts de 1707 durant la Guerra de Successió

Entre el 1735 i 1752 es duu a terme la reforma. Hom aprofità les pedres de l'antic monestir i àdhuc els carreus dels fonaments. L'any 1835 la vida en el convent arriba a la seva fi quan van ser aplicats els decrets d'exclaustració que van suprimir la majoria de convents masculins.

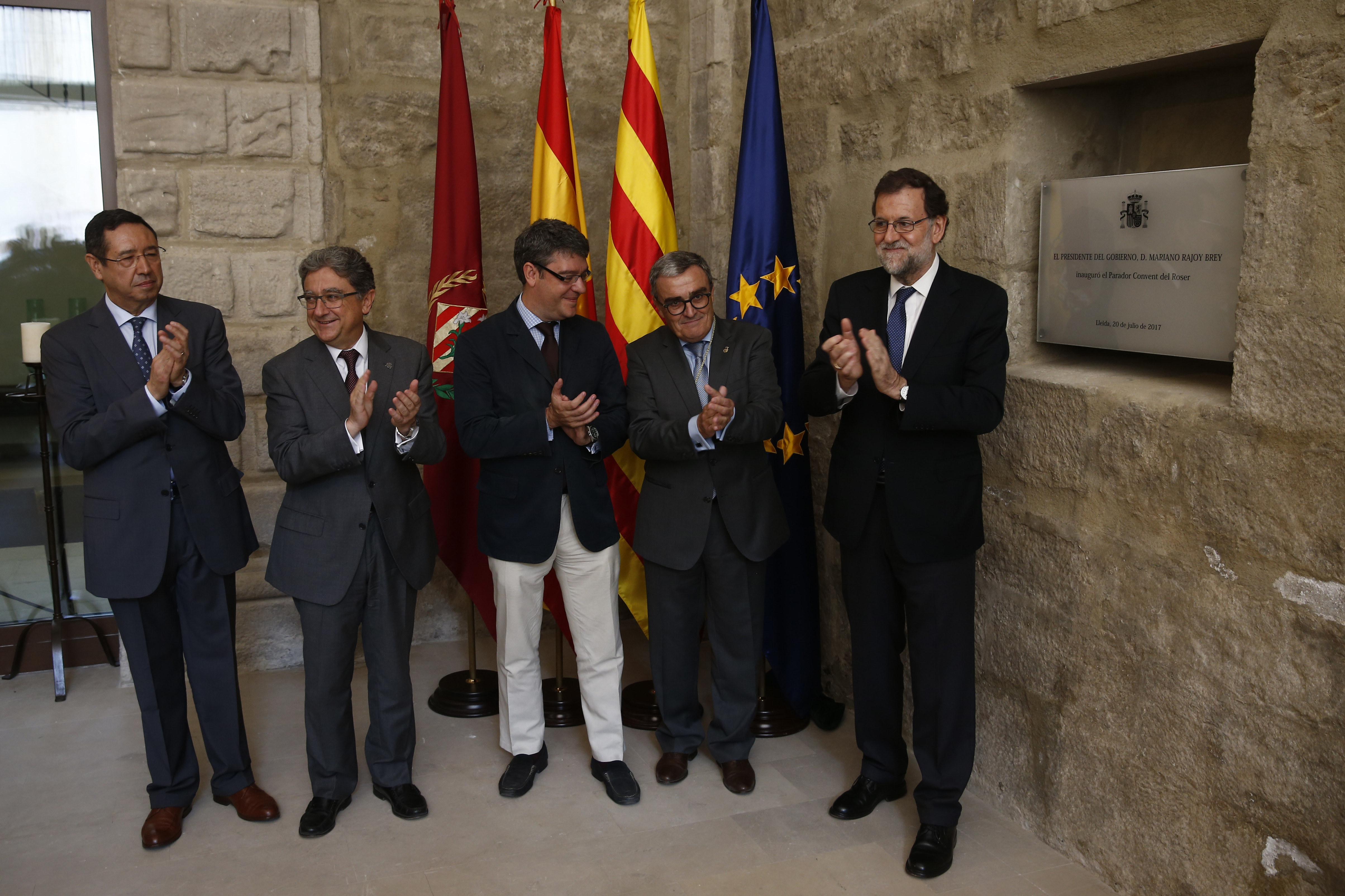
El president del Govern d'Espanya, Mariano Rajoy Brey, inaugura el Parador de Turisme de Lleida.

L'edifici fou intervingut a principis del segle xix a causa de les ideologies liberals. Les noves lleis que emanen de les Constitucions de Cadis i els canvis socials i econòmics d'arreu d'Europa, promouen al regne d'Espanya la intervenció pública dels béns eclesiàstics en el que es coneix com la Desamortització. A partir d'aquest fet es decideix destinar aquests béns a Serveis públics i és quan l'aparell de l'Estat i les incipients Diputacions ocupen aquests edificis per a usos assistencials, acadèmics i culturals, com és el cas del Roser. D'aleshores tingué diversos usos, entre els quals ser la seu de les Facultats de Dret i de Lletres de la Universitat de Lleida (1974-1986), del Museu d'Art Jaume Morera (1975-2007) i, finalment, de l'Escola Municipal de Belles Arts de Lleida (1986-2008).
El 2003 s'anuncià que el Roser es remodelaria per albergar un hotel de luxe de la cadena Paradores de Turismo, una empresa adscrita al Ministeri d'Indústria, Turisme i Comerç d'Espanya. La decisió fou criticada per diversos grups com ara la CUP de Lleida i diversos ciutadans que defensen la idea que el Convent del Roser no hauria de ser un hotel pel seu valor històric que va sofrir el 1707 i pel qual, esmenen que han deixat poc espai per les ofrenes que dipositen des de fa anys cada 11 de setembre, a causa d'una avantsala que s'ha creat. El projecte definitiu de Paradores inclou la creació de 53 habitacions i un aparcament subterrani de 46 places.
El Parador de Turisme de Lleida ubicat al convent del Roser, fou inaugurat pel president del Govern d'Espanya Mariano Rajoy Brey el matí del 20 de juliol de 2017 i va rebre els primers clients allotjats el migdia del 10 d'agost de 2017.

### Cronologia
1842-1945 Institut provincial
1842-1998 Biblioteca pública provincial
1842-2005 Arxiu històric provincial
1842-1901 Escola normal de mestres
1886-1917 Museu arqueològic o d'antiguitats
1881-1906 Creu Roja
1947-1960 Cercle de Belles Arts
1952-1969 Centre benèfic Pignatelli
1953-1973 Orfeó Lleidatà
1953: Reobertura al públic de la biblioteca i l'Arxiu Provincial
1970: Inauguració de la Casa de la Cultura
1974-1986 Estudi General. Facultat de Lletres
1975-2007 Museu Morera
1986-2008 Escola Municipal de Belles Arts 
2017: Parador Nacional

## Arquitectura
És un edifici de planta quadrangular amb pati quadrat, de planta baixa i dues plantes, l'edifici tot sol conforma una illa de cases. Les arcades ogivals, d'estil gòtic, de la portalada haurien d'haver estat aprofitades de l'anterior convent dels predicadors. Porta d'accés amb elements gòtics i neoclàssics. Murs i pilars de càrrega, voltes de creueria i paredat rústec a l'obra antiga. En entrar a l'edifici, a mà esquerra, hi ha l'església amb una entrada d'estil neoclàssic (1740) com ens mostra en la inscripció.

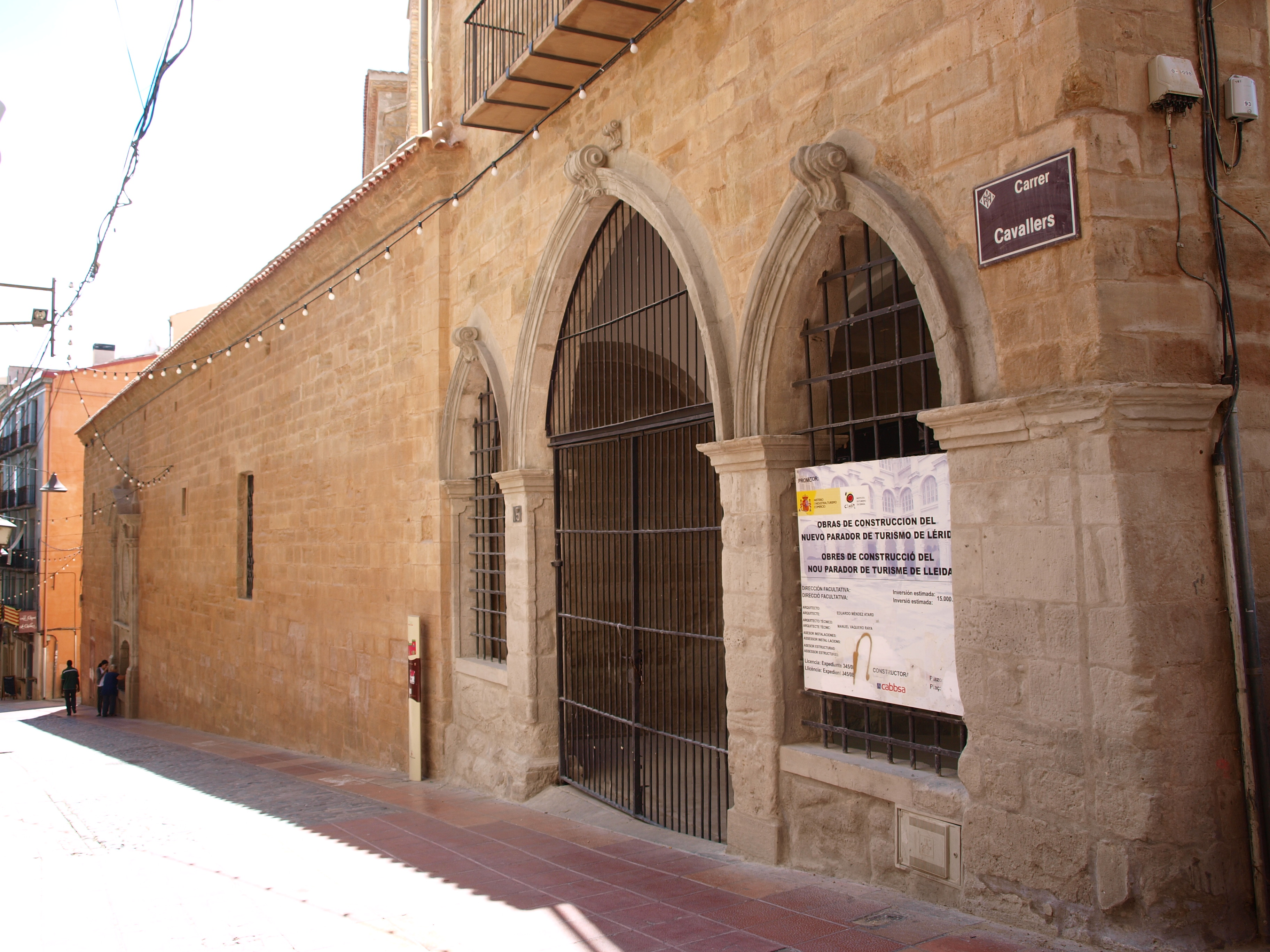
Porta exterior del Convent

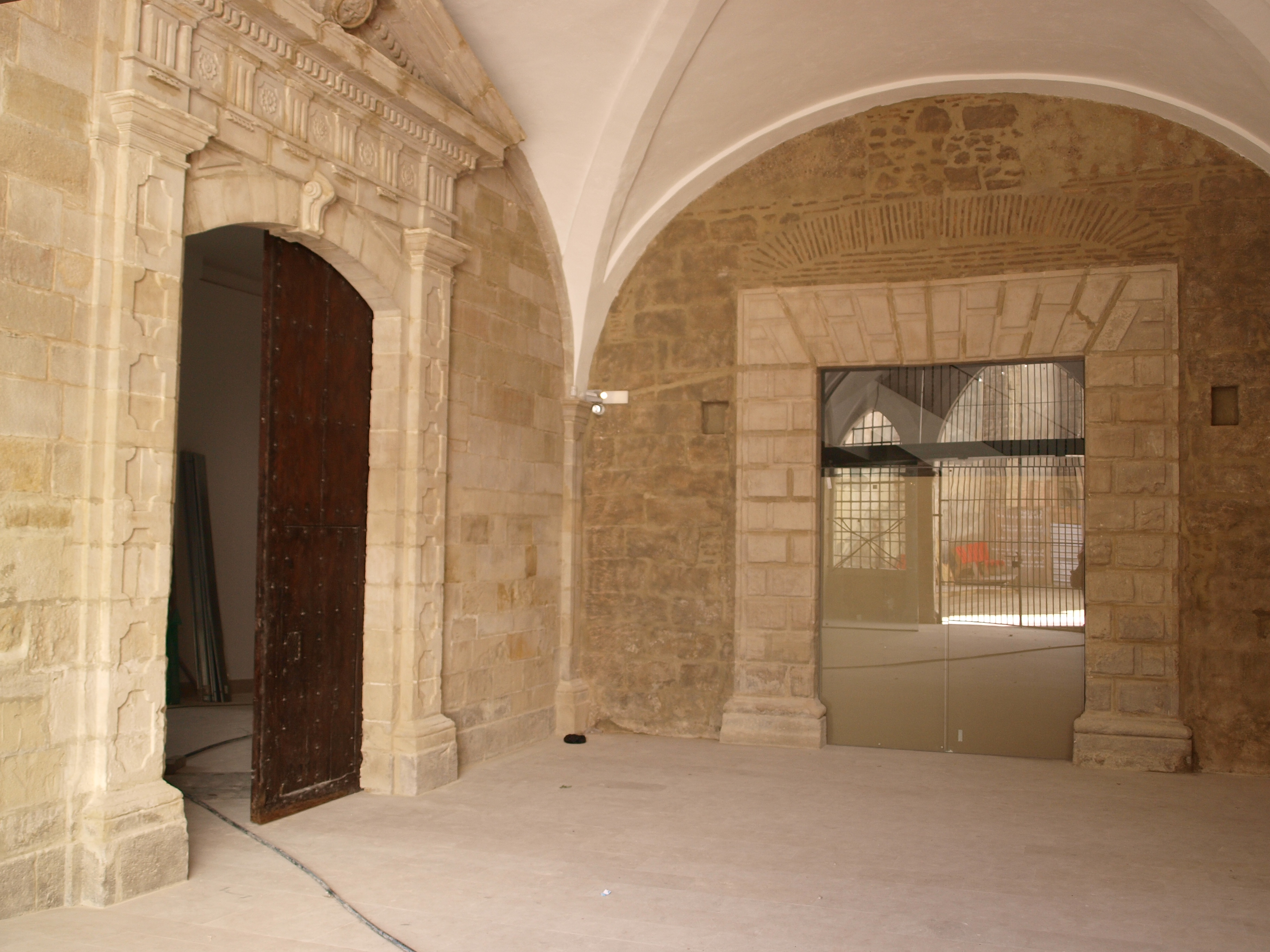
Porta interior del Convent

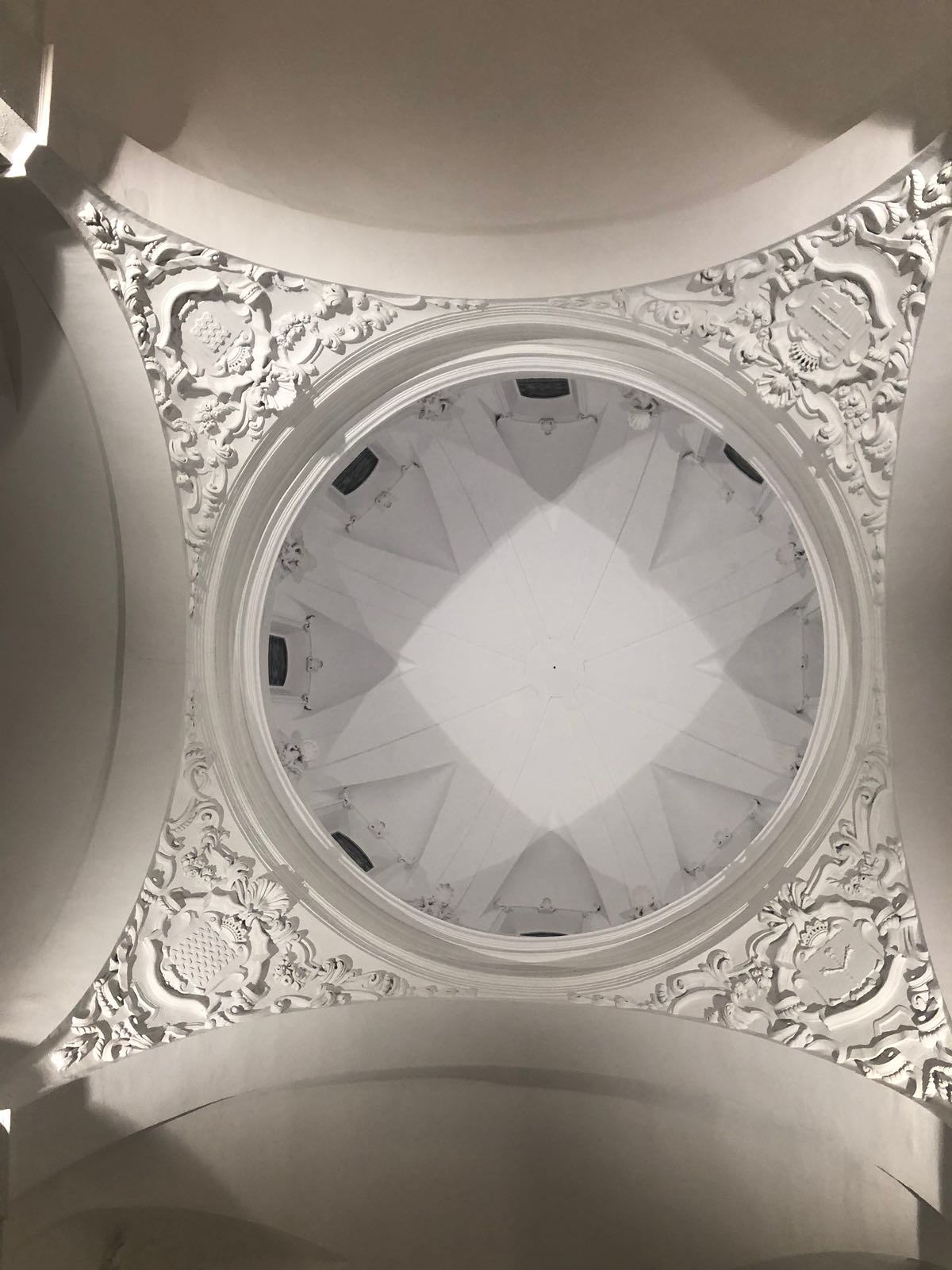
La Cúpula

### Església de Sant Domènec
L'església de Sant Domènec, de l'ordre dels Predicadors, és del segle xviii. Una mostra de barroc tardana, amb detalls i motllurats de guixeria que ofereixen una suavització ornamental dels rigorismes estètics del claustre. En la cúpula hi han representats 4 escuts, referents a les quatre capitals (Lleida, Tarragona, Girona i Barcelona). Es tarda quinze anys a construir-la. Hom aprofità les pedres de l'antic monestir i, fins i tot, els carreus dels fonaments.
La nova església del Roser fou en gran part destruïda durant la guerra de Successió i restaurada al voltant de l'any 1752 amb una influència barroca tardana, amb alguns motllurats de guixeria classicitzants. Actualment és el restaurant del Parador.

### El Claustre
Realitzat amb maó, singularitza alguns punts constructius importants amb pedra, i esdevé tot plegat d'una sòbria composició en llenguatge artístic classicista, d'un barroc molt auster, coronat per una cornisa potent amb restes de cobriment pictòric, per sobre de la qual apareix una balaustrada també de maó. Per la seva raresa a Lleida, tant pel material (força utilitzat a l'Aragó, però poc freqüent aquí, com per l'elegant i simple elaboració arquitectònica, és una peça il·lustríssima. Actualment ha estat reformat encara que l'estètica segueix sent la mateixa.

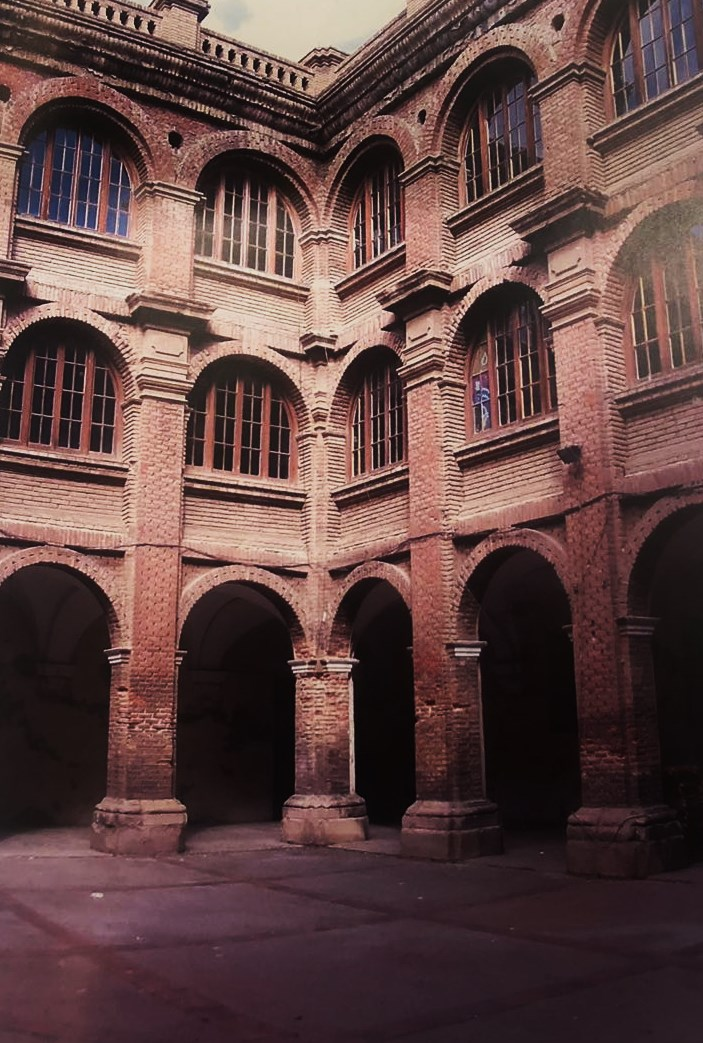
Claustre del Convent del Roser

### Font del Roser o Cavaller
La Font del Roser es troba adossada a la façana, encastada l'any 1830 en l'època del governador del comte Carles d'Aunoi, tal com es pot llegir al medalló central que es decorat amb elements marins per celebrar l'arranjament al carrer, d'acord amb la política d'aigües de l'època de Ferran VII, en una antiga porta Barroca que permetia l'accés directe a la capella dels dominics. Però no serà fins al 1836, en què l'Ajuntament acordava de posar-hi abeuradors, que entrarà en funcionament, dins d'una àmplia planificació de sanejament i serveis públics.
D'estil clàssic barroc, amb formes no gaire mogudes ni exuberants, però acusant un cert èmfasi monumentalista. Té dos brolladors a la pedra que evoquen la cara de dos personatges fantàstics d'enormes orelles i barba punxeguda. Feta amb pedra tallada i fruit de les primeres conduccions urbanes. La reconstrucció del convent per Paradores de Turismo, també n'ha permès la restauració com que era bastant degradada.

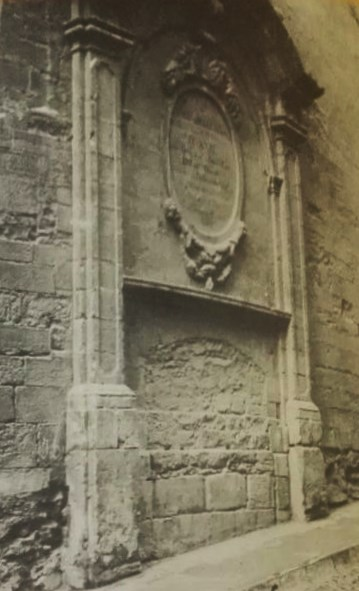
Antiga Font

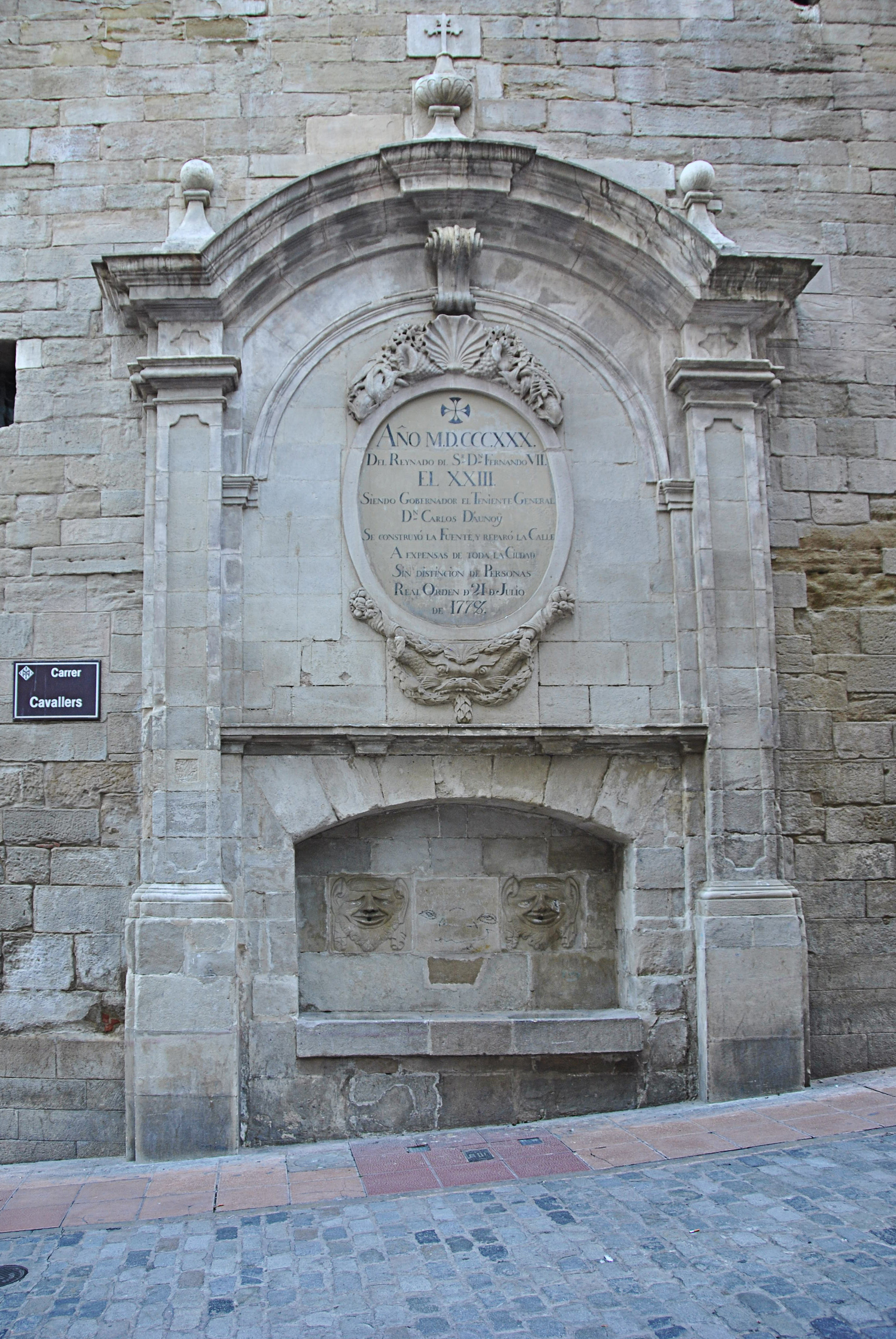
Font del Roser o Cavaller